# Crypsityla mantaria
Crypsityla mantaria är en fjärilsart som beskrevs av Jones 1921. Crypsityla mantaria ingår i släktet Crypsityla och familjen mätare. Inga underarter finns listade i Catalogue of Life.